# Skały nad Szańcem
Skały nad Szańcem – skały w orograficznie lewych zboczach Doliny Będkowskiej na Wyżynie Olkuskiej będącej częścią Wyżyny Krakowsko-Częstochowskiej. Administracyjnie znajdują się we wsi Będkowice w województwie małopolskim, w powiecie krakowskim, w gminie Wielka Wieś.
Skały nad Szańcem znajdują się w lewych zboczach Doliny Będkowskiej pomiędzy wąwozami Pod Sadem i Nad Szańcem. Jest tutaj duża Turnia nad Szańcem z Jaskinią nad Szańcem i kilka innych skał. Trzy z nich na mapie Geoportalu mają nazwy: Szaniec, Barykada i Skały nad Szańcem. Te ostatnie położone są najwyżej, już pod samą wierzchowiną. Na Barykadzie i Turni nad Szańcem uprawiana jest wspinaczka skalna, pozostałe skały nie zainteresowały wspinaczy.

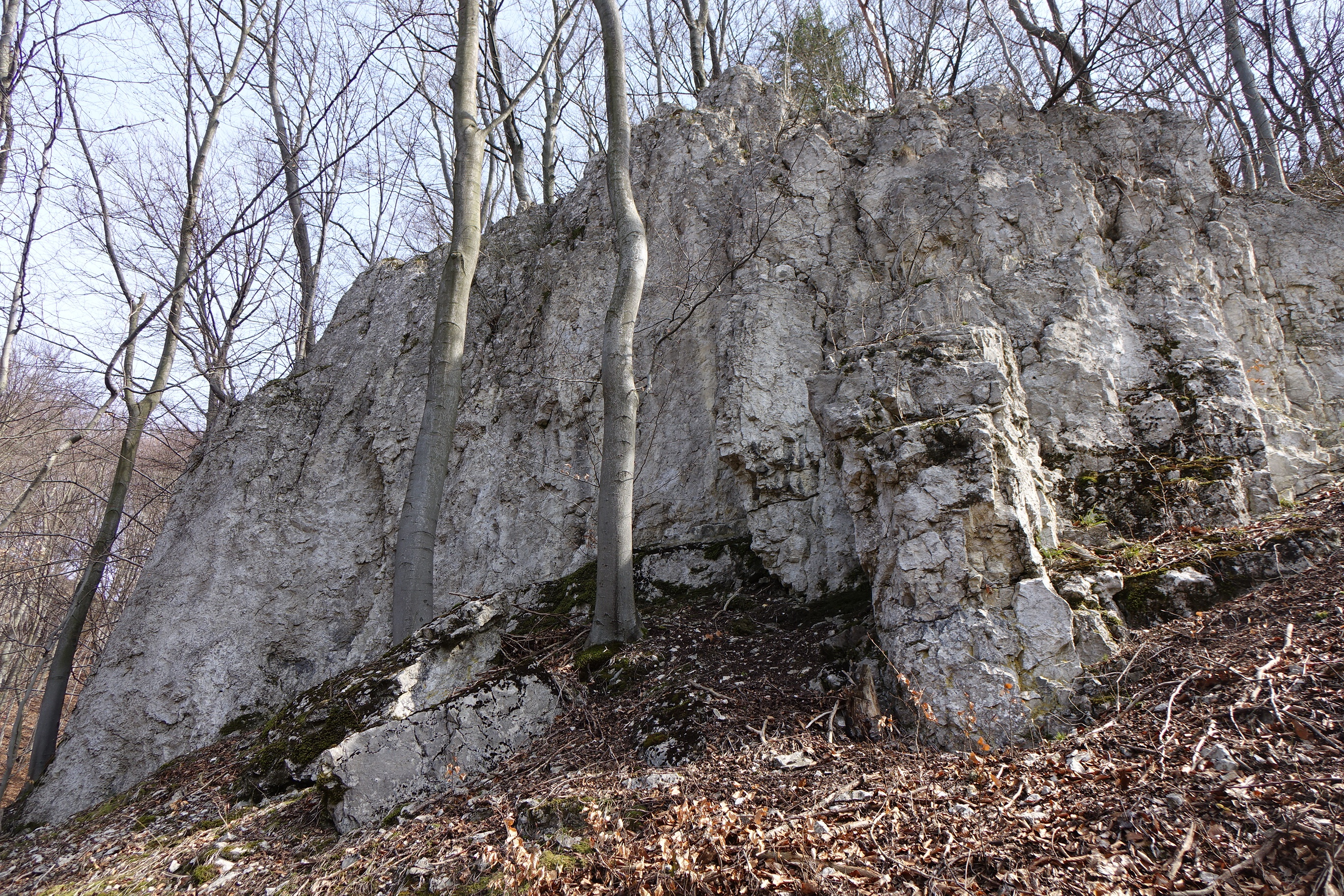
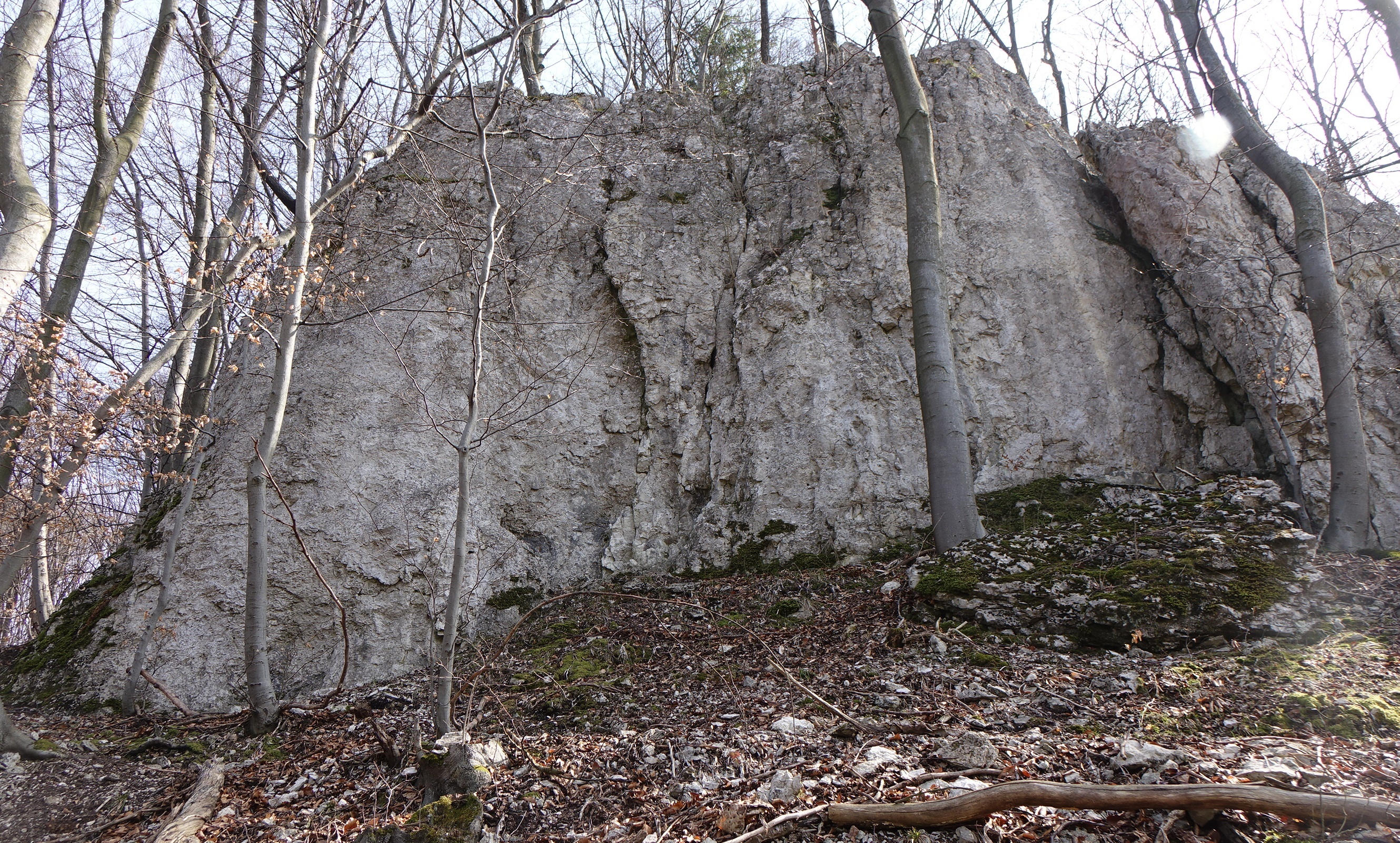
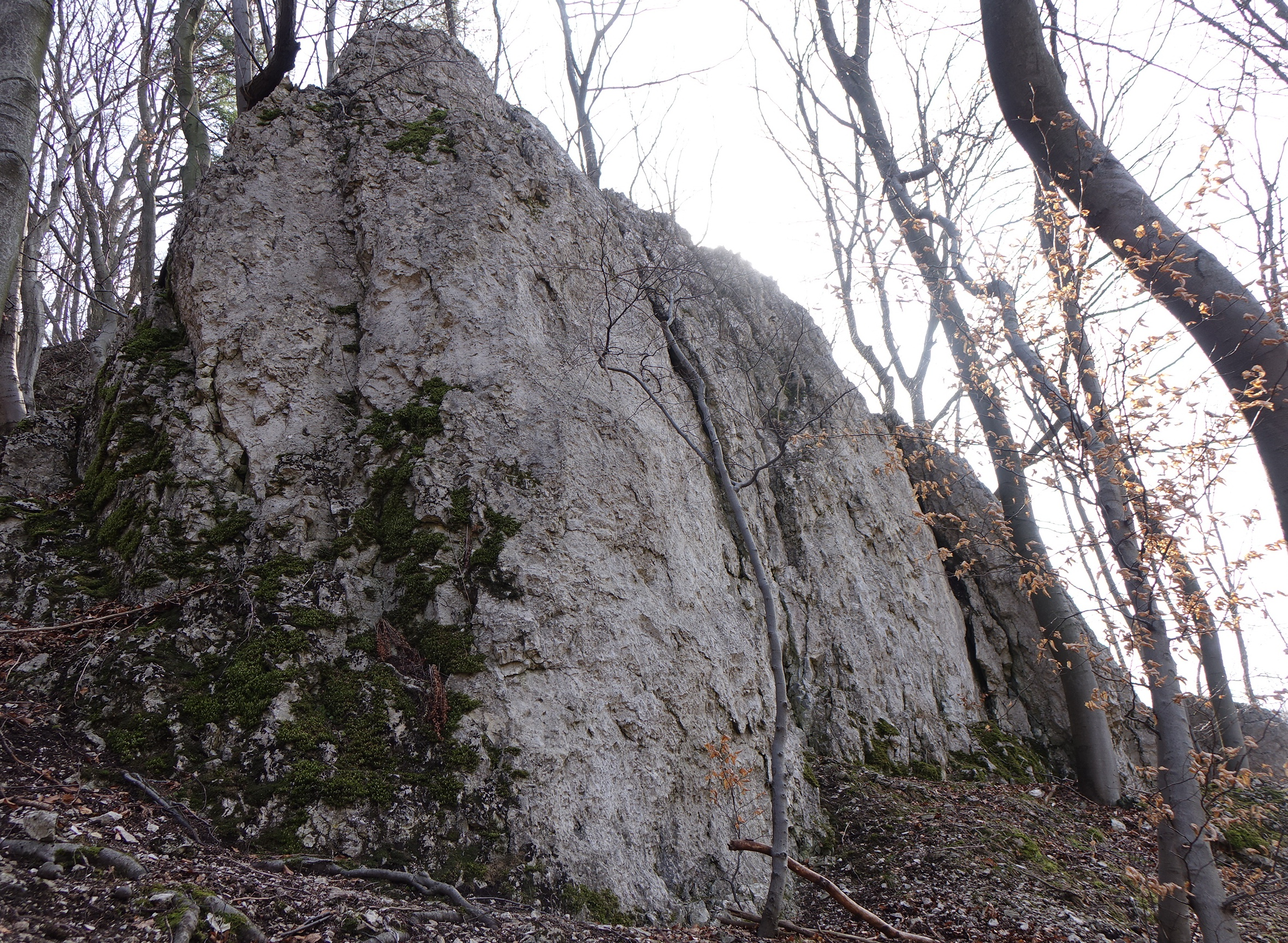